# 吳幸美

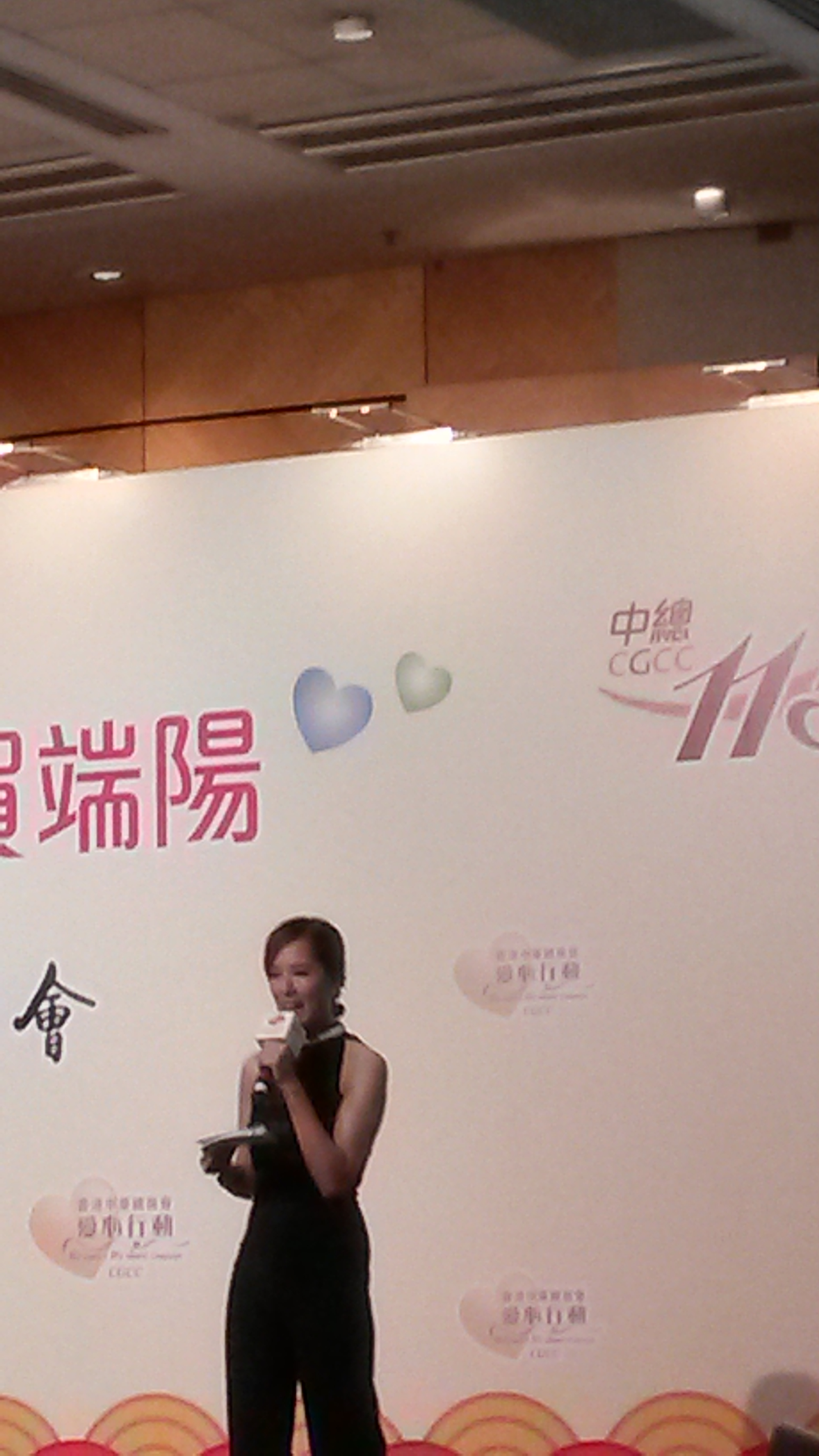
2015年5月的吳幸美

吳幸美（Amy Ng Hang Mei，1984年6月15日—），現為香港無綫電視（TVB）基本藝人合約女藝員，畢業於寶血女子中學及孔聖堂中學，曾參選2003年香港小姐競選，入圍決賽十二強，競選之後加入無綫電視，亦在《東張西望》其中一位固定節目主持、記者。吳幸美在TVB劇集多飾演配角角色，但因其身材高挑、樣貌甜美，口齒伶俐而為人熟悉。
她曾於節目《今日VIP》中表示，自己最初在參選香港小姐競選的時候打算參加歌唱比賽，有意發展自己的歌唱事業，但後來就加入無綫電視。預科畢業後她有意入讀香港教育學院，只視參選香港小姐是等待放榜時的暑期活動，加入無綫後退回與唱片公司的合約。據其本人提及，無綫電視的工作是她人生的第一份工作。除了主持及演員工作，吳幸美亦曾受邀到世界各地登台獻唱。在2016年更被著名音樂填詞人向雪懷賞識，邀請擔任其於紅館舉行的《向雪懷一生中最愛作品演唱會》踏上紅館舞台，成為其中一位演出歌手，跟不少巨星同台演出，備受矚目。吳幸美亦曾於無綫音樂節目《流行經典五十年》獻唱，表現出色，成為網民熱話。

## 記事

### 貌似吳美珩
吳幸美初入行時，長相曾被認為貌似當時的無綫當家花旦吳美珩，兩人姓名又極其相似。而在2006年的無綫劇集《女人唔易做》中，吳幸美飾演吳美珩角色的少女版。吳幸美亦曾表示，在主持《東張西望》前，很多人都把她錯叫為「吳美珩」。

### 《東張西望》報導風波
吳幸美在2009年起擔任《東張西望》主持、記者，曾參與了不少娛樂活動的採訪工作。2013年10月22日，香港電視網絡不獲發牌風波發展得如火如荼之際，《東張西望》播出TVB員工說出歡迎已離巢藝人「返家」。期間吳幸美先後採訪了薛家燕、鄭丹瑞以及《愛·回家》的一眾演員。薛家燕還笑說返來一齊吃盆菜。
不少網民指責無綫的行為，以至引發了投訴事件。而有份參與採訪的吳幸美則與薛家燕一齊成為網民的惡搞對象。吳幸美本人在香港高登亦受到不少網民非議及惡搞。

### 三年後重訪
2016年2月8日至9日，香港發生旺角公民抗議。事發後香港警方於11日在葵涌一座工廠大廈搗破一個武器庫，包括刀具、手工皂用材料及化學物品，拘捕一男兩女，涉嫌藏有攻擊性武器作非法用途，不排除與旺角暴動有關。
唯環保團體「結束一桶專棄」指該武器庫為民間回收有用物資的回收中心「OYIF」，指警方說法錯誤引導公眾。
無綫電視《東張西望》在2013年2月亦報道有關回收倉，更稱發起人為「熱心人」。當年採訪環保人士的吳幸美，在旺角騷暴動事發之後亦重訪相關環保人士。2月13日早上，被捕的四位人士全數獲准保釋。至2016年8月16日，案件終被撤銷，被拘捕四人可取回被扣留的物品。

### 試飲「斷片酒」
2016年8月31日的《東張西望》，提及在香港及中國大陸掀起熱話及搶購潮的美國果味酒“Four Loko”，又被網民喻為「斷片酒」及「失身酒」。節目組找來吳幸美親自試飲，並拍下她喝後的反應。不少觀眾及網民對於吳幸美試酒後反應過於誇張，直指吳幸美的演技浮誇，質疑她的酒後反應是「扮演」出來，又指《東張西望》節目組不應找一個不懂喝酒的人去做實驗，覺得實驗完全無說服力。不過亦有網民表示看得十分開心，驚嘆吳幸美原來擁有世界級演技，覺得無綫應該開一部劇給吳幸美拍，又指一定要推她做今屆視后。

## 電視劇
2003-2005年
- 《皆大歡喜》飾 遊艇會司儀（第153集）、姐仔（第166集）、女客（第183集）、阿芳（第199集）、Tina（第204集）、June（第209集）、百貨公司售貨員（第211集）、靚女（第224、383集）、Candy（第238集）、美女（第262集）、姐仔（第269、271集）、美容師（第285集）、女主持（第303集）、女信眾（第305集）、Bonnie（第350-352集）、女（第357集）、大肚婆（第388集）、女人（第397集）、情侶（第430集）、鞋舖店員（第439集）

2004年
- 《天涯俠醫》飾 Wendy
- 《楚漢驕雄》飾 小蘭
- 《金枝欲孽》飾 秀女
- 《水滸無間道》飾 醫生（第9集）
- 《棟篤神探》飾 老人院護士（第16集）
- 《下一站彩虹》飾 模特兒、2004年香港小姐參選佳麗
- 《青出於藍》飾 職員

2005年
- 《酒店風雲》飾 女客
- 《阿旺新傳》飾 Karen（「鍾氏集團」庶務部職員）
- 《人間蒸發》飾 李玉珊（Ann）
- 《胭脂水粉》飾 亞琴
- 《識法代言人》飾 何麗娟
- 《窈窕熟女》飾 店員（第3集）、收銀員（第7集）、女青年（第8集）、Jen（13集）
- 《甜孫爺爺》飾 娛樂經紀公司職員
- 《學警雄心》飾 模特兒
- 《秀才遇著兵》飾 唐貴女
- 《同撈同煲》飾 凌鳳朋友（第4集）

2006年
- 《愛情全保》飾 啤酒女郎
- 《潮爆大狀》飾 Lily
- 《鐵血保鏢》飾 年青女子
- 《布衣神相》飾 新娘
- 《刑事情報科》飾 Ceci
- 《滙通天下》飾 娟（羅瑞嫻之友）
- 《法證先鋒》飾 余素心（Kelly）
- 《高朋滿座》飾 女主持（第3集）
- 《女人唔易做》飾 高志玲（学生时代）
- 《男人之苦》飾 高芬的同學
- 《天幕下的戀人》飾 Wing
- 《飛短留長父子兵》飾 Amy（Liam助手）
- 《鳳凰四重奏》飾 酒客（第28集）

2007年
- 《強劍》飾 萬花樓姑娘
- 《律政新人王II》飾 蔣泳
- 《鐵咀銀牙》飾 夏竹
- 《建築有情天》飾 黎耀輝女友
- 《同事三分親》飾 Co Co（第206集）、小英（第271集）

2008年
- 《秀才愛上兵》飾 詩曼
- 《與敵同行》飾 酒店員工
- 《原來愛上賊》飾 魔術師助手
- 《法證先鋒II》飾 余素心（Kelly）
- 《師奶股神》飾 幫莊
- 《當狗愛上貓》飾 Mary
- 《溏心風暴之家好月圓》飾 Sally
- 《和味濃情》飾 節目主持司儀（第20集）
- 《甜言蜜語》飾 變性人
- 《金石良緣》飾 化妝小姐
- 《少年四大名捕》飾 蘭玉樓妓女
- 《珠光寶氣》飾 高長勝游泳池邊的派對女伴（第21集）

2009年
- 《畢打自己人》飾 婚紗店店員（第23集）、 Mary （第61集）、Ann（第91集）
- 《老婆大人2》飾 大律師
- 《有營煮婦》飾 Cat
- 《巴不得爸爸...》飾 牛嘉寶
- 《美麗高解像》飾 Mary
- 《絕代商驕》飾 公關小姐
- 《撞球天王》飾 金英喬
- 《ID精英》飾 Gigi
- 《富貴門》飾 記者
- 《烈火雄心3》飾 育嬰導師（第26集）
- 《學警狙擊》飾 女友

2010年
- 《天天天晴》飾 程寶寶
- 《畢打自己人》飾 Dora（第313集）
- 《老公萬歲》飾 TomBoy
- 《女王辦公室》飾 Tony妻
- 《秋香怒點唐伯虎》飾 少女
- 《飛女正傳》飾 Cindy
- 《搜下留情》飾 警察公共關係科警員
- 《掌上明珠》飾 邱夫人（Catherine）
- 《談情說案》飾 Daisy
- 《刑警》飾 軒妻 （第17集）
- 《居家兵團》飾 馮太
- 《女人最痛》飾 護士
- 《巾幗梟雄之義海豪情》飾 劉醒手下
- 《囧探查過界》飾 新聞報導員

2011年
- 《天與地》飾 新聞報導員（第23集）
- 《仁心解碼》飾 林太
- 《依家有喜》飾 Miss張
- 《魚躍在花見》飾 試食員
- 《誰家灶頭無煙火》飾 馬太（第3集）
- 《點解阿Sir係阿Sir》飾 女子（第27集）
- 《布衣神相》飾 新娘
- 《結·分@謊情式》飾 新聞主播（第7、35集）

2012年
- 《換樂無窮》飾 電視臺主持
- 《東西宮略》飾 楚國妃子
- 《飞虎》飾 邓宇婷（新闻主播）
- 《巴不得媽媽...》飾 電視臺記者
- 《雷霆掃毒》飾 醫生[16]
- 《法網狙擊》飾 記者
- 《4 In Love》飾 娛樂新聞主持
- 《衝呀！瘦薪兵團》飾 涂姑娘
- 《拳王》飾 設計部職員
- 《幸福摩天輪》飾 余雪麗
- 《On Call 36小時》飾 泌尿科護士長
- 《耀舞長安》飾 宮女
- 《當旺爸爸》飾 《超音巨聲》記招主持（第10集）
- 《缺宅男女》飾 女友（第18集）
- 《心戰》飾 Flora（牙科護士）

2012-2014年
- 《愛·回家》飾 女律師、溫翠晶、天娜、記者、公關、主持人、Doris

2013年
- 《初五啟市錄》飾 廣州記者
- 《心路GPS》飾 社工
- 《女警愛作戰》飾 女友
- 《戀愛季節》飾 Da姐
- 《My盛Lady》飾 《獨琛多自在》簽名會主持（第17集）
- 《仁心解碼II》飾 鋼管舞大賽司儀（第23集）
- 《On Call 36小時II》飾 高依琪
- 《衝上雲霄II》飾 主持（第19集）

2014年
- 《新抱喜相逢》飾 司儀
- 《單戀雙城》飾 老闆娘
- 《愛我請留言》飾 占卜師
- 《廉政行動2014》飾 女主播
- 《點金勝手》飾 新聞主播
- 《忠奸人》飾 記者（第7集）
- 《名門暗戰》飾 導師
- 《八卦神探》飾 主持

2015年
- 《水髮胭脂》飾 新聞報道員（第7集）
- 《樓奴》飾 Shirley
- 《陪著你走》飾 Celine（第13集）
- 《實習天使》飾 廖太（第3集）

2016年
- 《愛情食物鏈》飾 新聞報道員（第21集）
- 《火線下的江湖大佬》飾 主持（第4、19集）
- 《純熟意外》飾 新聞報道員（第28集）
- 《一屋老友記》飾 主播（第15集）
- 《巨輪II》飾 主持人（第11集）
- 《幕後玩家》飾 Paula（第22集）
- 《流氓皇帝》飾 日本領事夫人（第15集）

2017年
- 《乘勝狙擊》飾 荷官
- 《親親我好媽》飾 Isabella Wu（第19集）
- 《與諜同謀》飾 新聞主播
- 《我瞞結婚了》飾 記者（第19集）

2017年至今
- 《愛·回家之開心速遞》飾 司儀（第7集）、女主播（第30、302集）、Kelly（第74集）、吳幸美（第247集起至今）

2018年
- 《是咁的，法官閣下》飾 女主播（第4-5集）

2019年
- 《白色強人》飾 TNN主播（第12集）
- 《她她她的少女時代》飾 左望右望主持（第8-9集）
- 《街坊財爺》飾 記者（第11集）
- 《金宵大廈》飾 新聞主播（第4集）、主持（第5集）
- 《牛下女高音》飾 售貨員（第25集）
- 《解決師》飾 主播（第23集）

2020年
- 《十八年後的終極告白》飾 新聞主播（第1集）
- 《殺手》飾 Ella（第6集）
- 《C9特工》飾 主播（第5集）

2021年
- 《失憶24小時》飾 主播（第4集）、主持（第7集）
- 《大步走》飾 記者（第3集）
- 《逆天奇案》飾 新聞主播（第9、17集）
- 《換命真相》飾 主持人（第20-21集）
- 《拳王》飾 唐茹（第10集）

2022年
- 《金宵大廈2》飾 記者（第3集）
- 《十八年後的終極告白2.0》飾 酒店房務員（第19－20集）
- 《白色強人II》飾 主播
- 《下流上車族》飾 吳幸美（第5集）
- 《美麗戰場》飾 新聞主播（第17集）

2023年
- 《輕·功》飾 主持（第24集）
- 《新四十二章》飾 主持人（第1集）
- 《法言人》飾 全城追擊主持（第11-12集）
- 《隱門》飾 採訪記者（第15集）
- 《你好，我的大夫》飾 賢女友（第14集）
- 《妳不是她》飾 吳幸美（第5集）

## 配音
- 2022年：《蜘蛛俠：不戰無歸》聲演 比蒂（角色演員：安古莉·懷斯）[17]

## 網絡劇（Big Big Channel）
- 2017年：降魔的番外篇 - 首部曲

## 微電影
- 2012年：《情不變（页面存档备份，存于）》（東華三院：越半「更」精彩 - 社區教育計劃微電影）

## 節目主持 / 旁白
- 2005-2006年《無綫娛樂新聞報導》主播
- 2007年《事必關己》主持
- 2008-2009年《娛樂直播》主持
- 2009年至今《東張西望》外景主持之一／兼廠景主持之一（2019年3月3日起）
- 2010年《繽Fun娛樂大派對》（主持及旁白）
- 2015年《繽Fun娛樂大派對》（旁白）
- 2016年《別了Gag王盧大偉》旁白
- 2016年《街坊導賞團》第5集主持之一（與游莨維、黃耀英）
- 2016-2017年《粵講粵㜺鬼》主持
- 2017年《玩轉香港日與夜》主持
- 2018-2019年《香港原味道》第1-3輯主持之一
- 2019年《台灣原味道》第1輯主持之一
- 2023年《萬千星輝賀台慶》司儀之一

## 訪問及綜藝節目
- 2006年：《一擲千金》（千金小姐之一）
- 2022年：《好聲好戲第二季》（參賽者之一）

## 外部連結
- 吳幸美的新浪微博
- 吳幸美的Instagram帳戶
- 吳幸美的Facebook專頁
- 吳幸美在香港影庫上的簡介
- 吳幸美的廣播 - TVB藝人微博 - tvb.com